# スフィアタワー天王洲
スフィアタワー天王洲（- てんのうず）は、東京都品川区東品川の天王洲アイルの一角にある高層ビル。ビル内は、オフィスが主体であるが下層階には飲食店なども入居している。

## 概要
三菱商事天王洲ビルとして建設され、現在の名称で呼ばれるようになったビル。オンデーズの本社が入居する。
グローバル・ワン不動産投資法人が、2003年（平成15年）9月に「ティー･エヌ･オー･インベストメント有限会社」からが取得し、2007年（平成19年）10月に共有持分33%を阪急リート投資法人（現 阪急阪神リート投資法人）に譲渡、2013年（平成25年）12月に残り67%を「ハーバーキャピタル特定目的会社」に譲渡した。2017年（平成29年）6月に同特定目的会社からプレミア投資法人（現 NTT都市開発リート投資法人）が67%を取得した。2021年12月に阪急阪神リート投資法人及びNTT都市開発リート投資法人はともに持分を売却した。

## アクセス
- 東京臨海高速鉄道りんかい線・東京モノレール羽田線・天王洲アイル駅より徒歩1〜2分程度。
  - 品川駅より都営バス(品96系統)の『天王洲アイル』バス停、または都営バス・品98系統『新東海橋』下車。各バス停より徒歩1〜2分程度